# Matigramma psegmapteryx
Matigramma psegmapteryx är en fjärilsart som beskrevs av Dyar 1913. Matigramma psegmapteryx ingår i släktet Matigramma och familjen nattflyn. Inga underarter finns listade i Catalogue of Life.